# Edvin Gullstrand
Edvin Gullstrand, född 24 september 1863 i Landskrona, död 29 oktober 1929, var en svensk jurist. 
Gullstrand blev juris kandidat 1888, fiskal i Svea hovrätt 1897, assessor 1898 och utnämndes 1908 till justitieråd. Han var ledamot av kommittén för förändringar i strafflagen 1900 och biträde i Justitiedepartementet vid utarbetande av åtskilliga lagförslag. Gullstrand utgav ett flertal arbeten om straffrätt.
Edvin Gullstrand var bror till Allvar Gullstrand. Han var 1895–1922 gift med Astrid Gullstrand, född Forssell. De var föräldrar till Percy Gullstrand. Han är begraven på Norra begravningsplatsen utanför Stockholm.

## Utmärkelser
- Kommendör av första klassen av Nordstjärneorden, 6 juni 1911.[4]